# فريدريك جاي بانكروفت
فريدريك جاي بانكروفت (بالإنجليزية: Frederick Jones Bancroft)‏ هو جراح ومؤرخ وأستاذ جامعي وطبيب أمريكي، ولد في 25 مايو 1834 في إينفيلد في الولايات المتحدة، وتوفي في 23 يناير 1903 في سان دييغو في الولايات المتحدة.